# Max Reisel
Max Reisel (Amsterdam, 25 april 1913 - Jeruzalem, 1989) was Neerlandicus en geleerde in de Semitische talen. Hij beijverde zich in de verspreiding van de kennis over het Joodse leven en het jodendom in het algemeen en het Hebreeuws in het bijzonder. Hij heeft in Nederland een belangrijke rol op onderwijsgebied gespeeld.

## Levensloop
Max Reisel werd op 25 april 1913 in Amsterdam geboren. Hij was het vijfde kind van Pinchas Wolf Reisel (1881-1943), chazan van de Neie Sjoel (Nieuwe Synagoge in Amsterdam, heden het Joods Historisch Museum), en Sonie Wigdorowitz (1884-1943). Zij zouden uiteindelijk acht kinderen hebben, te weten; Barend (1908-1943), Lilly (1909-1945), Slata (1910, kort na de geboorte gestorven), Ellie (1911-1999), Max zelf, Jacques (1915-1976), Rudolf (1920-1998) en Mirjam (1925-1943).
In zijn jeugd ging Max naar de Hendrik Westerschool, een openbare school op het Weesperplein.
Hij werd later afdelingsvoorzitter van de Joodse Jeugdorganisatie en schreef een scriptie over de richtlijnen van deze organisatie.
In 1930 begon Reisel in Amsterdam met zijn lerarenopleiding. Hij werd in 1932 nog afgekeurd voor militaire dienst. In 1937 slaagde hij voor het examen voor het Israëlische godsdiensthoofdonderwijzerschap.

### Oorlogsjaren
Reisel studeerde door en slaagde in 1941 in de pedagogiek en in 1942 in de Nederlandse taal- en letterkunde. Reisel zou het onderwijzersvak echter pas na de oorlog praktiseren.
Max Reisel trouwde in de oorlog, in 1942, met Clara Frederika Levie (1920-2000). Dit ging volgens de Joodse traditie: de choepa vond plaats bij zijn ouders thuis. Max kreeg met Clara een dochter. Datzelfde jaar werd hij cultureel medewerker van Het Joodsch Weekblad.
Hij heeft gedurende de oorlog een aanvraag gedaan op de Barneveldlijst te komen, maar was afgewezen. Zijn broer Jacques, hoewel toen slechts een eenvoudige arts-assistent, was wel op die lijst gekomen. Toch overleefde Max de oorlog. Van zijn ouderlijke gezin overleefden behalve hijzelf uiteindelijk alleen zijn zus Rachel (Ellie) en zijn broers Jacques en Rudolf de oorlog. Beide ouders, zijn broer Barend (Benno) en zijn zussen Lina (Lilly) en Mirjam zijn omgekomen in de Holocaust.

### Na de oorlog
In 1946 werd Reisel docent Nederlands aan het Montessori Lyceum te Rotterdam. Hij was van 1946 tot 1964 secretaris van de Nederlands-Israëlitische Gemeente in Rotterdam en lid van de centrale onderwijscommissie Nederlands-Israëlitisch Kerkgenootschap (NIK).
Reisel studeerde tevens Semitische talen en promoveerde in 1957 aan de Universiteit van Amsterdam in de Letteren en Wijsbegeerte met het proefschrift Observations on אהיה אשר אהיה, הואהא and שם המפורש, ofwel Observations on the Tetragrammaton. Dit proefschrift werd hetzelfde jaar nog in boekvorm gepubliceerd met de titel The mysterious name of Y.H.W.H.. De Engelse vertaling werd verzorgd door Henriëtte Boas. Reisels werk wordt anno 2014 als een van de veruit meest diepgaande studies over de Tetragrammaton beschouwd.
Datzelfde jaar werd in Rotterdam de School voor Hebreeuwse Taal- en Letterkunde en Judaïca opgericht, die vanaf het begin onder leiding van Reisel stond. Deze school had tot doel tegemoet te komen aan de toen groeiende belangstelling voor de Hebreeuwse taal en literatuur.
In de loop van de jaren schreef hij verschillende boeken, waaronder een biografie over Maimonides, judaïsme in de moderne samenleving en de vertaling van Genesis.
Reisel emigreerde eind jaren zeventig naar Israël, alwaar hij in 1989 in Jeruzalem overleed.

## Geselecteerde werken

### Artikelen
Reisel schreef veel in het Nieuw Israëlietisch weekblad. Enkele artikelen hiervan zijn de volgende:
- "Een "Joodsche Beweging"?" (ingezonden stuk), in Nieuw Israelietisch weekblad, 26 april 1940.
- "Moses", in Nieuw Israelietisch weekblad, 8 mei 1953.
- "Liberalisme, Orthodoxie en Kerkgenootschap", in Nieuw Israelietisch weekblad, 21 januari 1955, pp.4-5.
- "Fundamenteel werk over Jodendom", in Nieuw Isrelietisch weekblad, 29 april 1955.
- "Wat komt er van het Jodendom terecht?", in  Nieuw Israelietisch weekblad, 1 juni 1956.
- "Wie heeft gelijk?", in Nieuw Israelietisch weekblad, 3 april 1979.
- "Uitverkorenheid roept taken op", in Nieuw Israelietisch weekblad, 7 december 1979.

Als Neerlandicus schreef hij onder meer;
- "Samenstellingen" een artikel  in Onze Taal, Jaargang 29, Genootschap Onze Taal, Den Haag 1960

### Proefschrift
- Reisel, Max (1957). Observations on Ehyeh aéser ehyeh, Hûhâ and éSēm ham-mefôrāés. (Zugl.: Amsterdam, Univ., PhD Diss.). Assen van Gorcum.

### Boeken
- Reisel, M. (1957). The mysterious name of Y.H.W.H.: the tetragrammaton in connection with the names of EHYEH ašer EHYEH-Hūhā-and S̈̌em Hammephôrǎs. Assen: Van Gorcum. DOI:10.1163/9789004354876.
- Reisel, M. (1957). Observations on Eheyeh asher eheyeh. Assen: Van Gorcum, G.A. Hak & Prakke.
- Reisel, M. (1959). Het Jodendom in de moderne samenleving; enige feiten typerend voor het Jodendom in het licht van de herrezen Staat Israël. 's-Gravenhage, L.J.C. Boucher.[39]
- Reisel, M., Mūsā b ʿUbayd Ibn Maymūn (1963). Maimonides. Helden van de geest. 30. Den Haag: Kruseman.
- Reisel, M., Stichting voor Hebreeuwse taal- en letterkunde (Rotterdam) (1966). Genesis = Bere·šît: transcriptie, verklaring, vertaling. Den Haag: Kruseman.

## Varia
Max Reisel is oom van Wanda Reisel, dochter van Maxs broer Jacques en een bekende Nederlandse schrijfster.
- Gemeinsame Normdatei: 1281432350
- International Standard Name Identifier: 0000 0000 7727 4537
- Library of Congress Control Number: no2010018722
- Nationale Bibliotheek van Israël: 987007342172205171
- Nederlandse Thesaurus van Auteursnamen: 07044725X
- Réseau des bibliothèques de Suisse occidentale: 02-A003736182
- Système universitaire de documentation: 147728371
- Virtual International Authority File: 107385707
- WorldCat: E39PBJtcCt7qvCvwPkyT8TKfMP